# كأس أمم أوقيانوسيا 2000
كأس أوقيانوسيا للأمم 2000 (بالفرنسية: Coupe d'Océanie de football 2000) هو الموسم 5 من  كأس أوقيانوسيا للأمم. أشرف على تنظيمه اتحاد أوقيانوسيا لكرة القدم، وكان عدد الأندية المشاركة فيه  6، وفاز فيه منتخب أستراليا لكرة القدم.